# Lực lượng Không quân Vận tải, Quân đội nhân dân Việt Nam

Huy hiệu của Không quân Nhân dân Việt Nam

Lực lượng Không quân Vận tải là một binh chủng thuộc Quân chủng Phòng không-Không quân, Quân đội nhân dân Việt Nam có chức năng lập cầu hàng không chiến trường nhằm vận chuyển hàng hóa, binh lính, vũ khí - đạn dược... nhằm tiếp tế cho các đơn vị đang thực hiện nhiệm vụ chiến đấu và vận chuyển thương binh quay trở lại, ra khỏi vùng chiến sự bằng các phương tiện bay vận tải chủ yếu là máy bay vận tải và trực thăng. Ngoài ra, Lực lượng Không quân Vận tải của Việt Nam còn đảm nhận nhiệm vụ bay trinh sát, do thám, chụp ảnh trinh sát và chụp ảnh môi trường khi cần thiết.
Ngày thành lập: 01/5/1959, là ngày trung đoàn không quân vận tải đầu tiên - Trung đoàn 919 được thành lập.

## Lịch sử
Sau khi kết thúc thắng lợi Chiến dịch Điện Biên Phủ năm 1954 và Việt Nam Dân chủ Cộng hòa giành lại được chính quyền ở miền bắc, Quân đội nhân dân Việt Nam bắt đầu thành lập các binh chủng mới cùng Lục quân, hoàn thiện lực lượng quân đội.
Năm 1956, 110 người đoàn cán bộ, chiến sĩ thuộc Ban nghiên cứu sân bay được cử đi nước ngoài học tập. Một nửa các cán bộ đi học lái máy bay tiêm kích MiG-17. Sau này Phạm Dưng được giao nhiệm vụ phụ trách nhóm huấn luyện máy bay vận tải Li-2 và trực thăng Mi-4 (sau còn có 1 nhóm khoảng 10 cán bộ đi học lái máy bay ném bom).
Năm 1955, Không quân Nhân dân Việt Nam được thành lập. Ngày 1/5/1959, Trung đoàn Không quân Vận tải 919 - đơn vị Không quân Vận tải đầu tiên của Không quân Miền bắc Việt Nam chính thức được thành lập tại sân bay Gia Lâm. Ngày nay, đơn vị này đã trở thành Đoàn bay 919 của Hãng hàng không Quốc gia Việt Nam (Vietnam Airlines) với vốn liếng là các máy bay vận tải Li-2, An-2, Il-14.
Trong Chiến tranh Việt Nam, lực lượng không quân vận tải đã được Liên Xô viện trợ thêm một số trực thăng Mi-2 và Mi-6, Mi-8, ngoài ra, Không quân Nhân dân Việt Nam còn mượn một số trực thăng Mi-1 phục vụ trên chiến trường Lào.
Các đơn vị không quân vận tải đã thực hiện nhiều chiến dịch, nhiệm vụ tại cả Lào và Việt Nam trong kháng chiến như chở các máy bay MiG-17, MiG-19, MiG-21, dàn radar, pháo cao xạ đi sơ tán và/hoặc tới trận địa phục kích. Chiến dịch xuân 1975, Mi-6, Mi-8 cùng các máy bay vận tải An-24, An-26 và Il-14 cũng đóng góp thực hiện vận chuyển khí tài, bộ đội..
Tại Lào, từ những năm 1960, các máy bay vận tải như An-2 cũng thực hiện nhiều lần thả hàng hóa tiếp tế xuống các thung lũng cho bộ đội Pathet Lào, không quân phe cộng sản cũng nhiều lần đụng độ với không quân Mỹ tại Lào. Các nhiệm vụ vận tải và cả các nhiệm vụ cường kích do lực lượng không quân cộng sản chiến đấu tại Lào là do các phi công của cả Việt Nam và Liên Xô thực hiện.
Sau khi miền nam hoàn toàn giải phóng, Quân đội nhân dân Việt Nam thu được một lượng lớn máy bay trong đó có nhiều máy bay vận tải bao gồm các máy bay C-7, C-47, C-119, C-123 và C-130. Các máy bay này đã phục vụ trong chiến tranh biên giới Tây Nam trong Đoàn Không quân 901 cùng các đơn vị máy bay ném bom F-5, A-37, A-1 và tiêm kích MiG-21.. Các đơn vị không quân vận tải cũng thực hiện các nhiệm vụ vận chuyển binh lính và vũ khí, trang thiết bị của các đơn vị bộ đội từ nam ra bắc nhằm tham gia chiến tranh biên giới phía bắc cùng thời gian với sự giúp đỡ của các phi công và lực lượng không quân Liên Xô đang đóng tại Việt Nam.
Sau khi chiến tranh hoàn toàn kết thúc tại Việt Nam, binh chủng không quân vận tải vẫn tiếp tục thực hiện nhiệm vụ của mình trong hòa bình với tinh thần cao, sẵn sàng chiến đấu. Trong thời gian này, Không quân Nhân dân Việt Nam vẫn tiếp tục nhận được nhiều máy bay vận tải từ phía Liên Xô, nhiều máy bay trong số đó được chuyển cho Hàng không Dân dụng Việt Nam nhằm thực hiện các chuyến bay thương mại.
Sau khi khối xã hội chủ nghĩa ở Đông Âu cùng Liên Xô sụp đổ, Việt Nam không được hưởng những ưu đãi về tiếp viện như trước nữa. Ngày nay, không giống như Lực lượng Không quân Tiêm kích và Lực lượng Không quân Cường kích, Lực lượng không quân vận tải ít được quan tâm về đầu tư trang thiết bị mới hơn là các đơn vị kể trên do đặc thù về nhiệm vụ. Nhưng do cũng bắt đầu có một số tai nạn như vụ một máy bay vận tải Antonov An-26 bị rơi tại huyện Thanh Trì, Hà Nội do trục trặc kĩ thuật cũng đã đặt cho các tướng lĩnh không quân nhân dân ra nhiều vấn đề cải tiến trang thiết bị của các đơn vị vận tải.
Năm 2009, Bộ Ngoại giao Hoa Kỳ chính thức gỡ bỏ lệnh xuất khẩu trực thăng vận tải và cứu hộ (SAR) cho Việt Nam do vận động hành lang lâu dài của tập đoàn Executive Decision Export Services Group. Ngay sau đó, Việt Nam bắt đầu ký kết với Boeing của Mỹ về một số hợp đồng nâng cấp trực thăng UH-1H Huey nhằm đưa khoảng 15 chiếc trở lại hoạt động. Việt Nam cũng đã ký kết với Pháp nhằm mua một số máy bay trực thăng vận tải cứu hộ khác cho không quân như AS 365, AS-350, AS-330, AS-332 và EC-225S cho Hải quân.
Ngày 9/9/2013, Trung đoàn Không quân Vận tải 918 được tổ chức lại và nâng lên thành Lữ đoàn Không quân Vận tải 918 theo Quyết định của Bộ trưởng Bộ Quốc phòng.
9/6/2014, công ty Airbus Defense thuộc Tập đoàn Hàng không Airbus châu Âu vừa xác nhận rằng họ sẽ bán cho Không quân Việt Nam 3 chiếc máy bay vận tải C-295. Việc trang bị các máy bay vận tải tiên tiến C-295 cho Không quân Việt Nam nhằm việc thay thế các máy bay An-26 đã hoạt động lâu năm trong lực lượng không quân vận tải.

## Các đơn vị phục vụ công việc vận tải hiện nay
- Lữ đoàn Vận tải 918 (Đoàn Hồng Hà): Đóng tại Sân bay Gia Lâm.
- Trung đoàn Trực thăng 916 (Đoàn Ba Vì): Đóng tại Sân bay Hòa Lạc. Thuộc Sư đoàn 371 (Đoàn Thăng Long).[4]
- Trung đoàn Trực thăng 917 (Đoàn Đồng Tháp): Đóng tại Sân bay Tân Sơn Nhất. Thuộc Sư đoàn 370 (Đoàn Lê Lợi).[5]
- Trung đoàn Trực thăng 930: Đóng tại Sân bay Đà Nẵng. Thuộc Sư đoàn 372 (Đoàn Hải Vân).
- Trung đoàn vận tải 919 (Đoàn bay 919): Thuộc hãng hàng không quốc gia Việt Nam

## Trang bị hiện nay
| Máy bay                     | Ảnh | Nguồn gốc   | Loại                                       | Số lượng                              |         |
| --------------------------- | --- | ----------- | ------------------------------------------ | ------------------------------------- | ------- |
| Antonov An-2                |     | Liên Xô     | Máy bay vận tải                            | 15 chiếc (Đã loại biên)               |         |
| Antonov An-26               |     | Liên Xô     | Máy bay vận tải                            | 48 chiếc (đã loại biên)               |         |
| CASA C-212 Aviocar          |     | Tây Ban Nha | Máy bay vận tải                            | 3-4 chiếc, 5 chiếc nữa sẽ chuyển giao |         |
| EADS CASA C-295             |     | Tây Ban Nha | Máy bay vận tải, tuần tra - trinh sát biển | đã đặt mua 3 chiếc năm 2014           |         |
| PZL M-28                    |     | Ba Lan      | Máy bay vận tải                            | rơi 1 chiếc                           |         |
|                             |     |             |                                            |                                       |         |
| Mil Mi-8                    |     | Liên Xô     | Trực thăng vận tải                         | 69 chiếc                              |         |
| Mil Mi-17                   |     | Liên Xô     | Trực thăng vận tải                         | 60 chiếc                              |         |
| UH-1 Huey                   |     | Hoa Kỳ      | Trực thăng vận tải                         | 15 chiếc (đã loại biên)               |         |
| Aérospatiale SA 330 Puma    |     | Pháp        | Trực thăng vận tải                         | 9 chiếc                               |         |
| Eurocopter AS332 Super Puma |     | Pháp        | Trực thăng vận tải                         | 7 chiếc                               |         |
| Eurocopter AS350            |     | Pháp        | Trực thăng vận tải                         | Trực thăng vận tải hạng nhẹ           | 2 chiếc |
| Eurocopter AS365 Dauphin    |     | Pháp        | Trực thăng vận tải cứu hộ                  | 4 chiếc                               |         |

## Các hình ảnh về các máy bay - trực thăng vận tải còn trong biến chế của lực lượng không quân vận tải Việt Nam

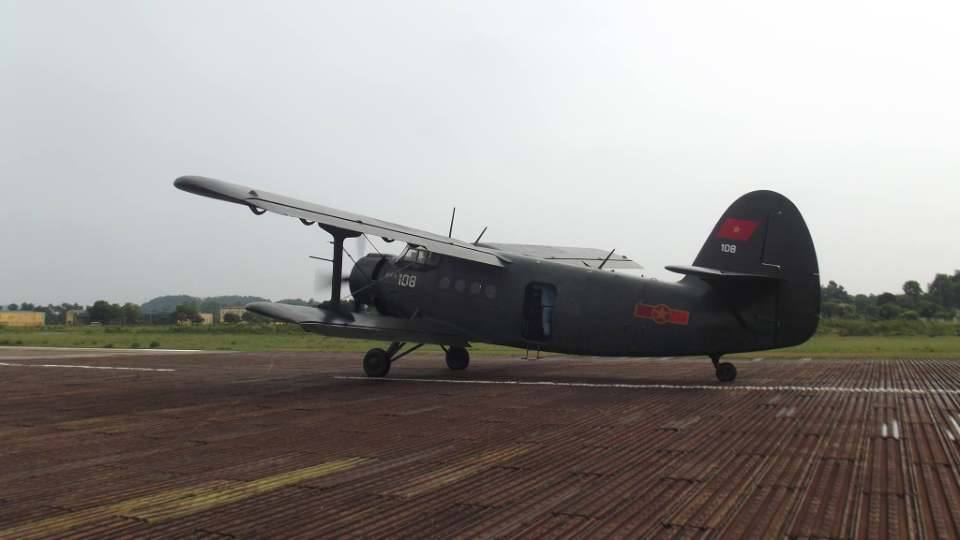
Antonov An-2
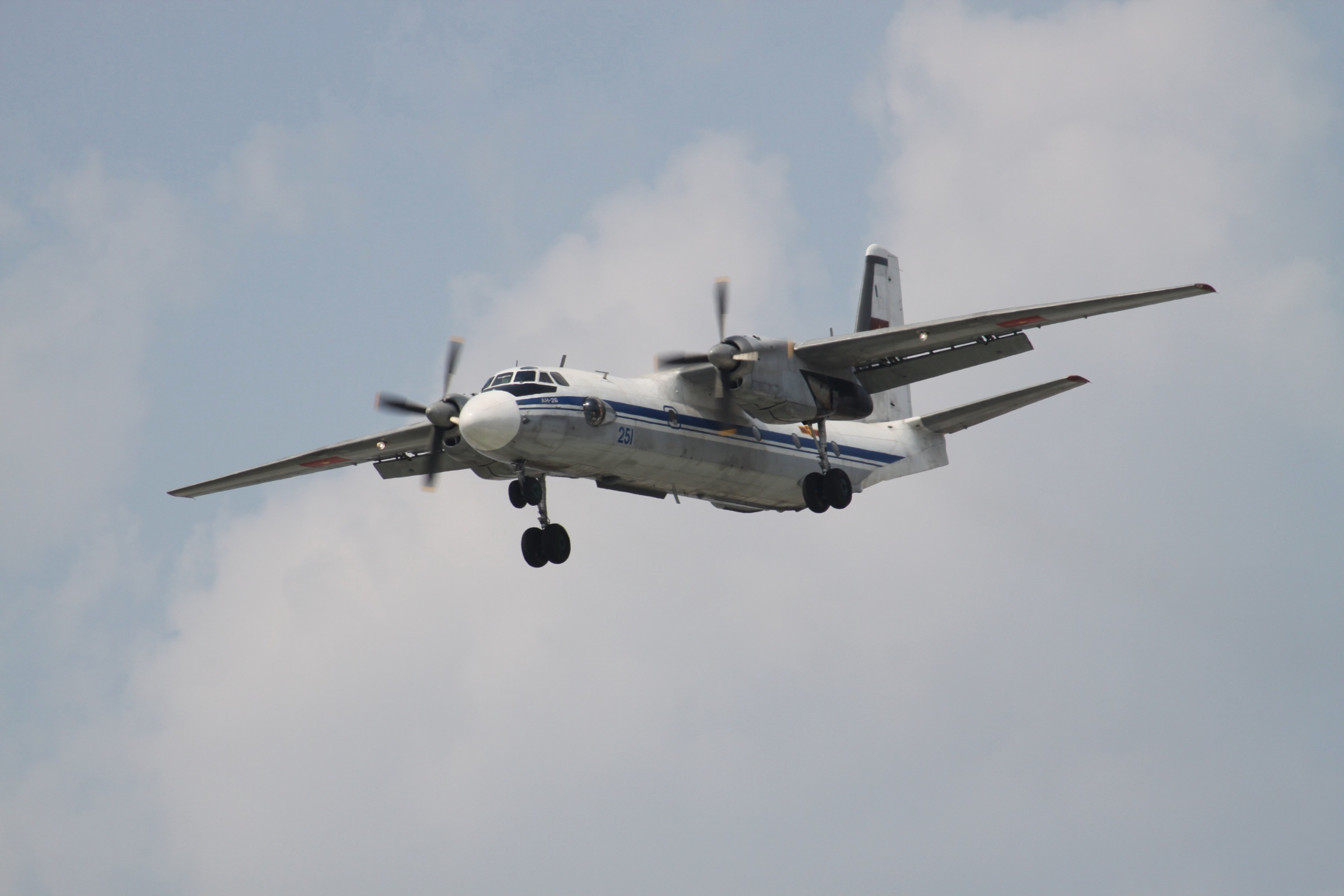
Antonov An-26 tại Sân bay Tân Sơn Nhất
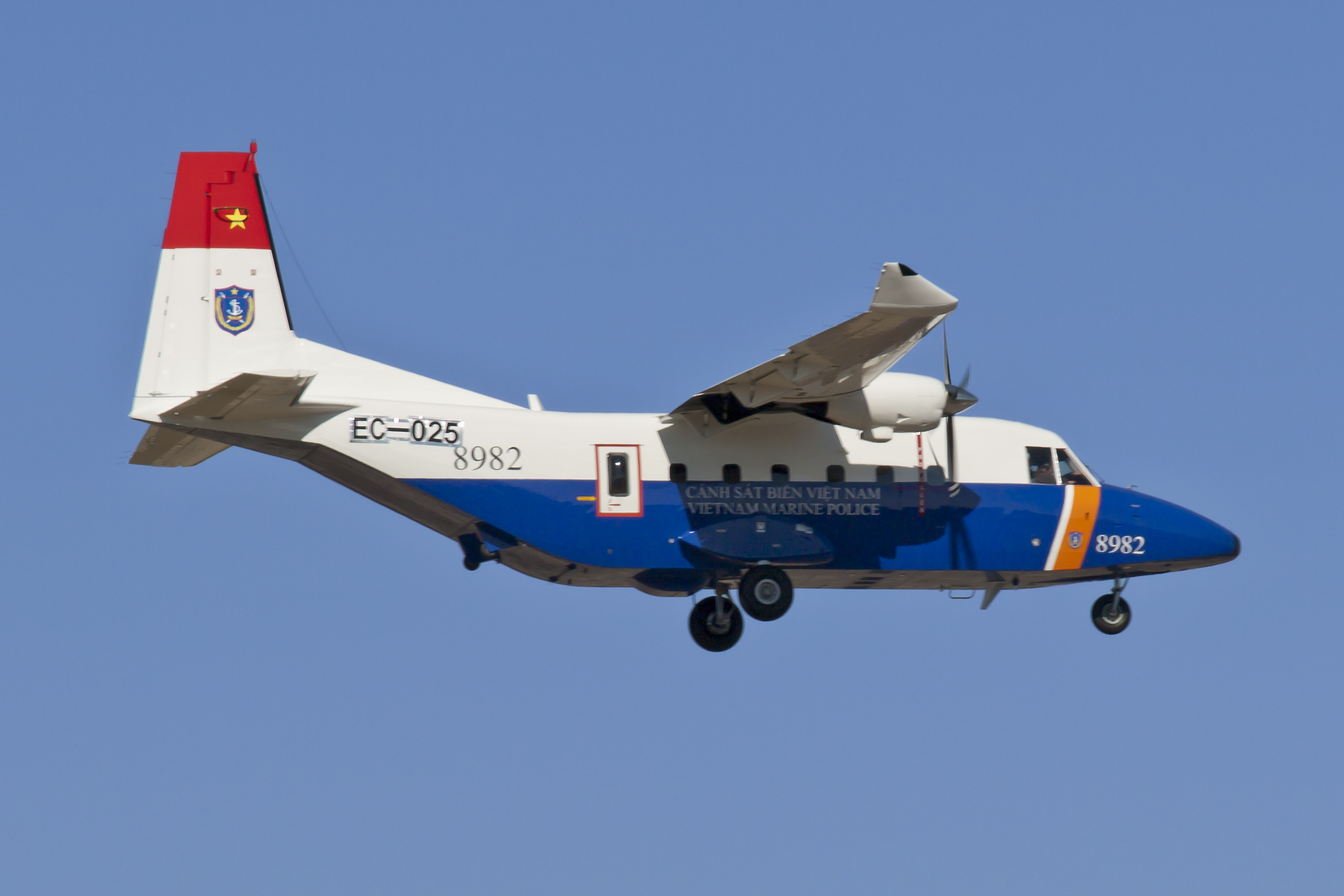
CASA C-212 Aviocar
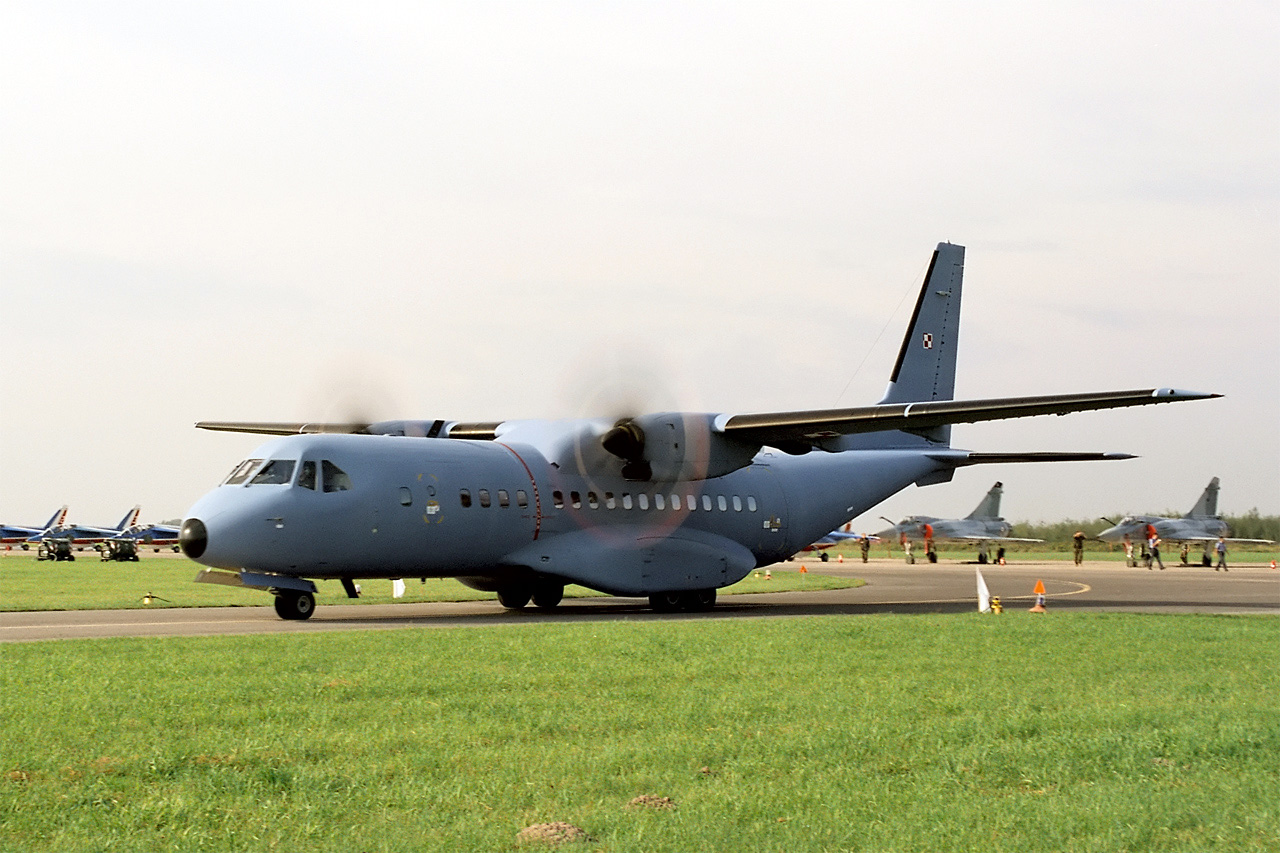
EADS CASA C-295
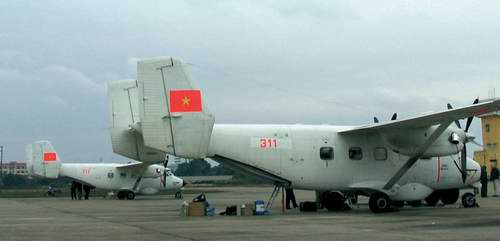
PZL M-28, ảnh chụp tại Sân bay Gia Lâm
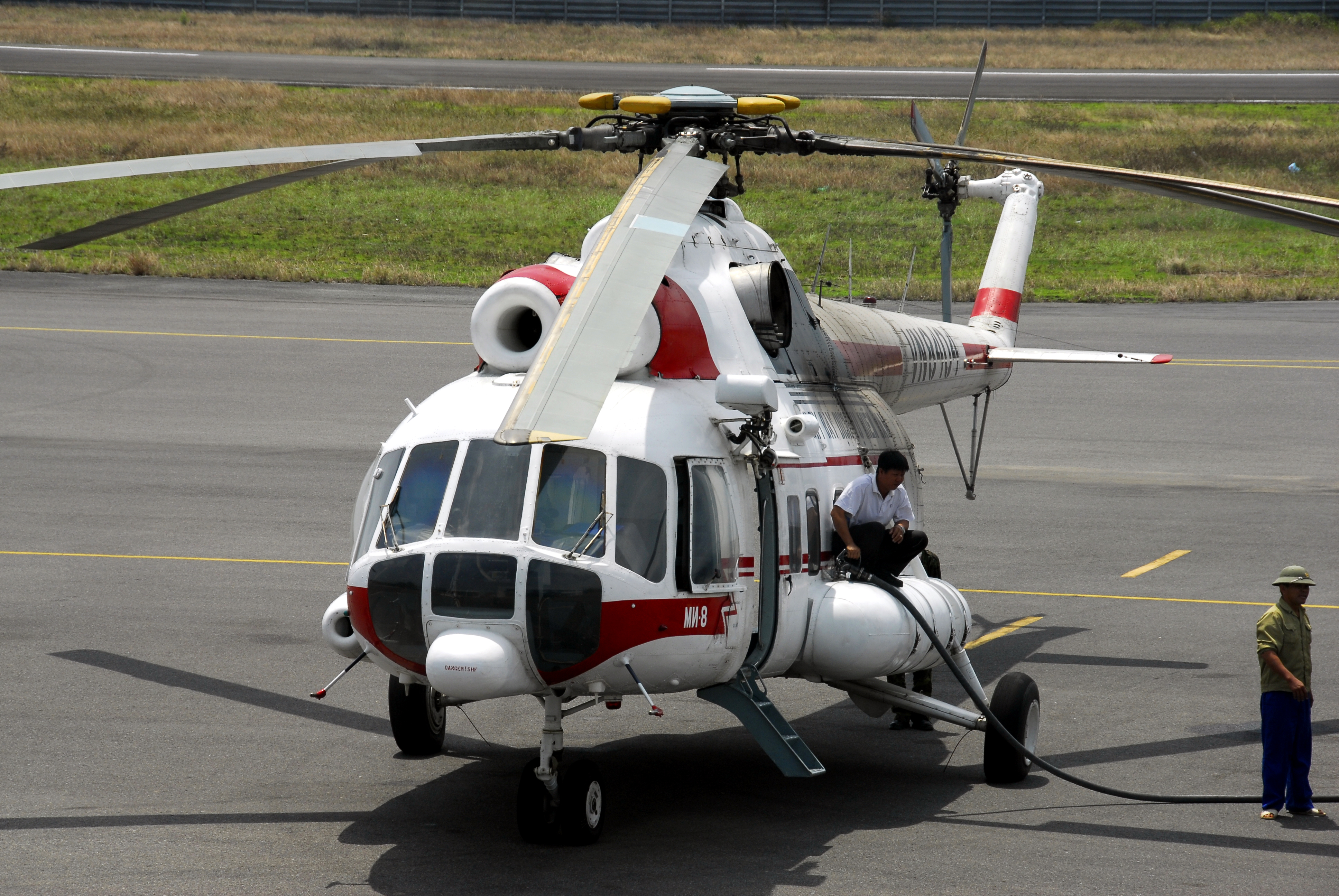
Mil Mi-8
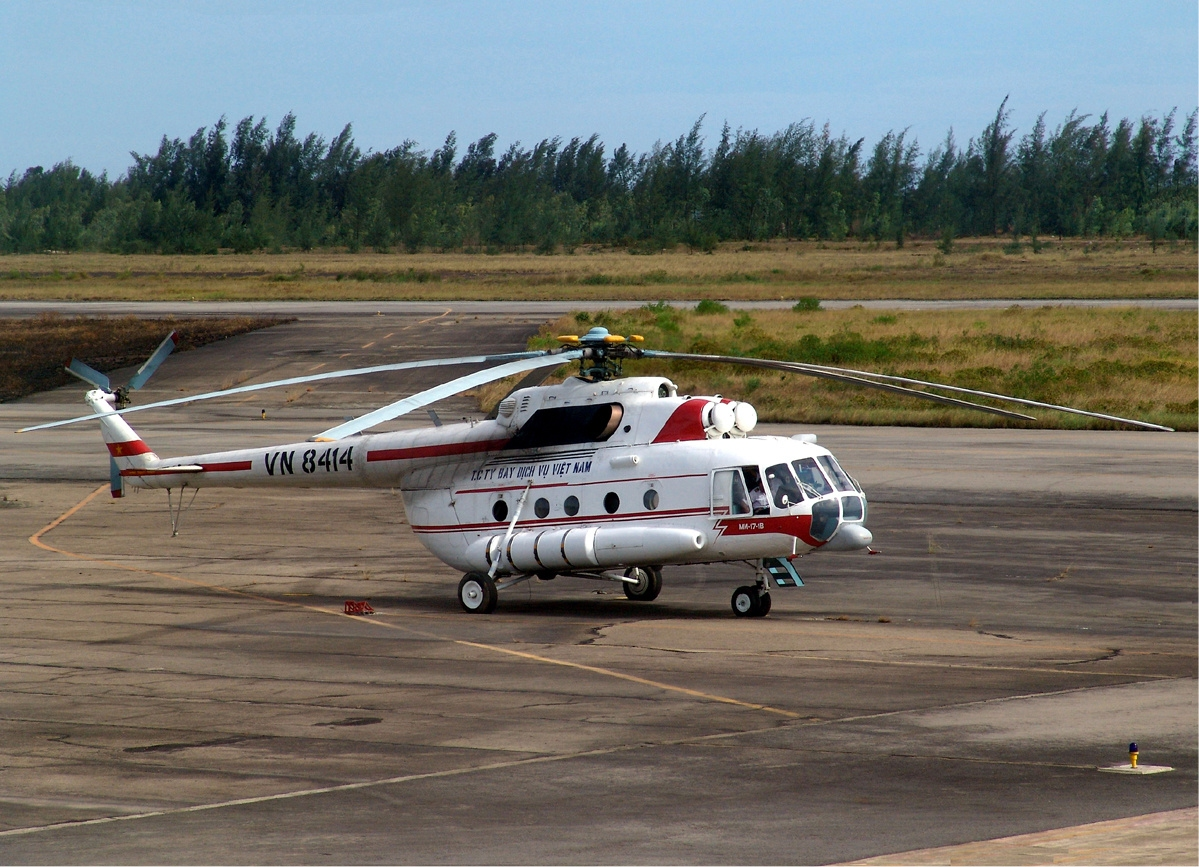
Mil Mi-17
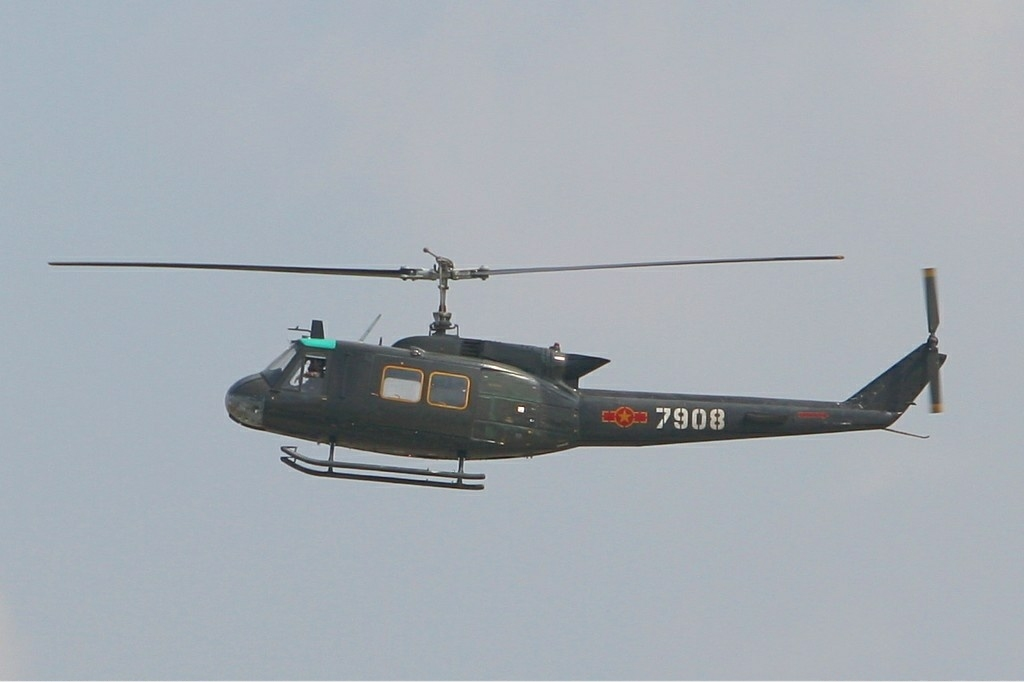
UH-1 Huey
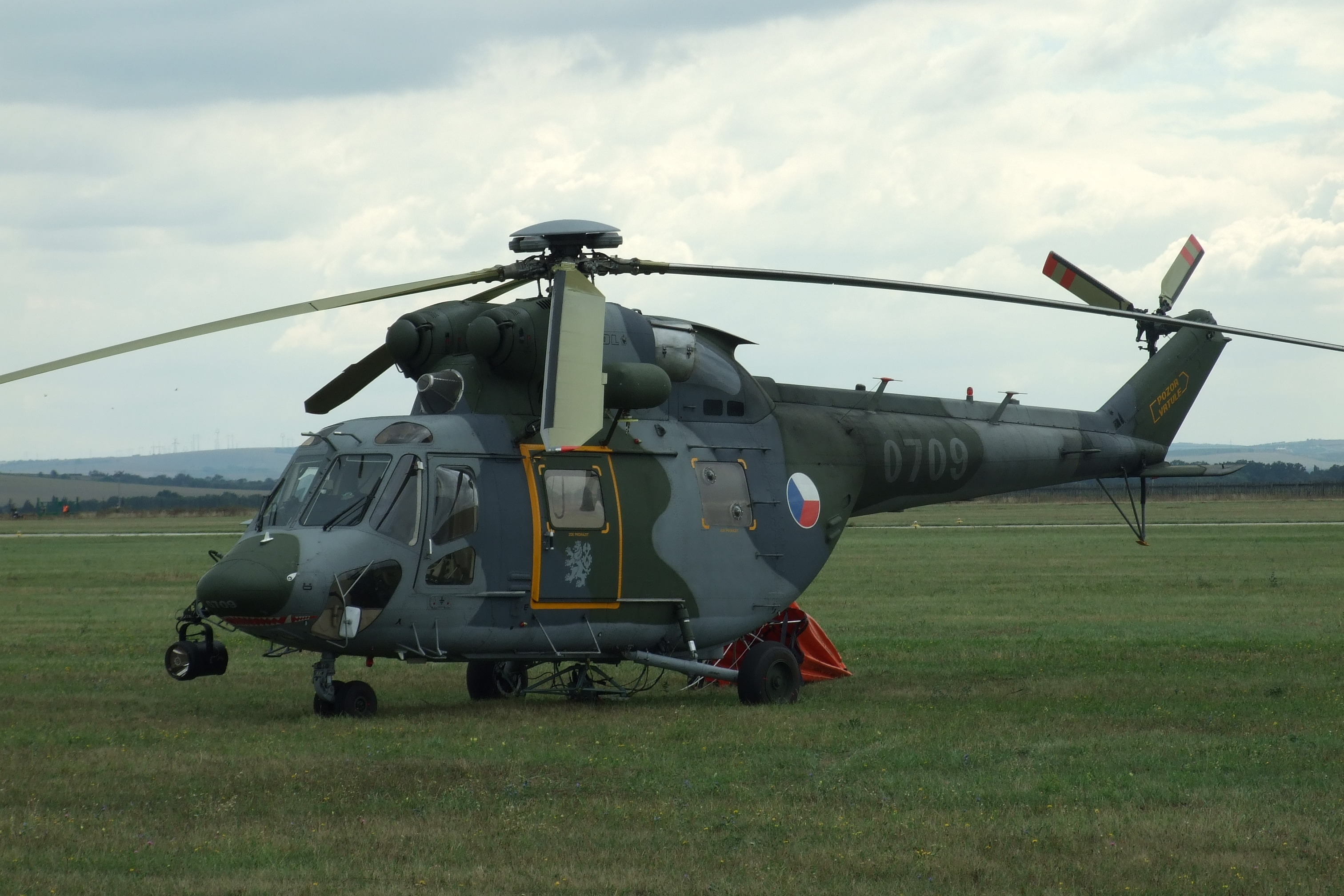
PZL W-3 Sokol
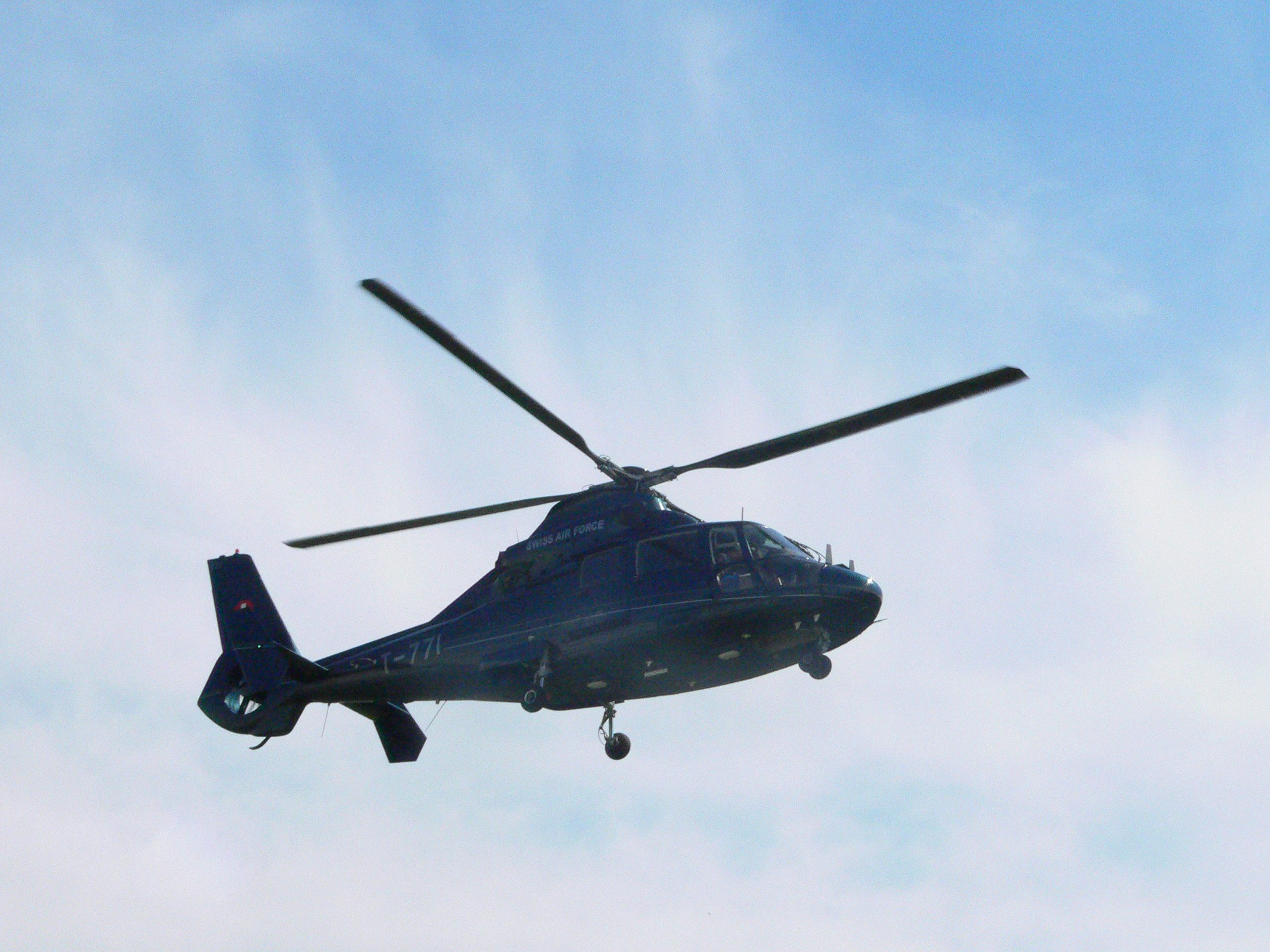
Eurocopter AS365 Dauphin
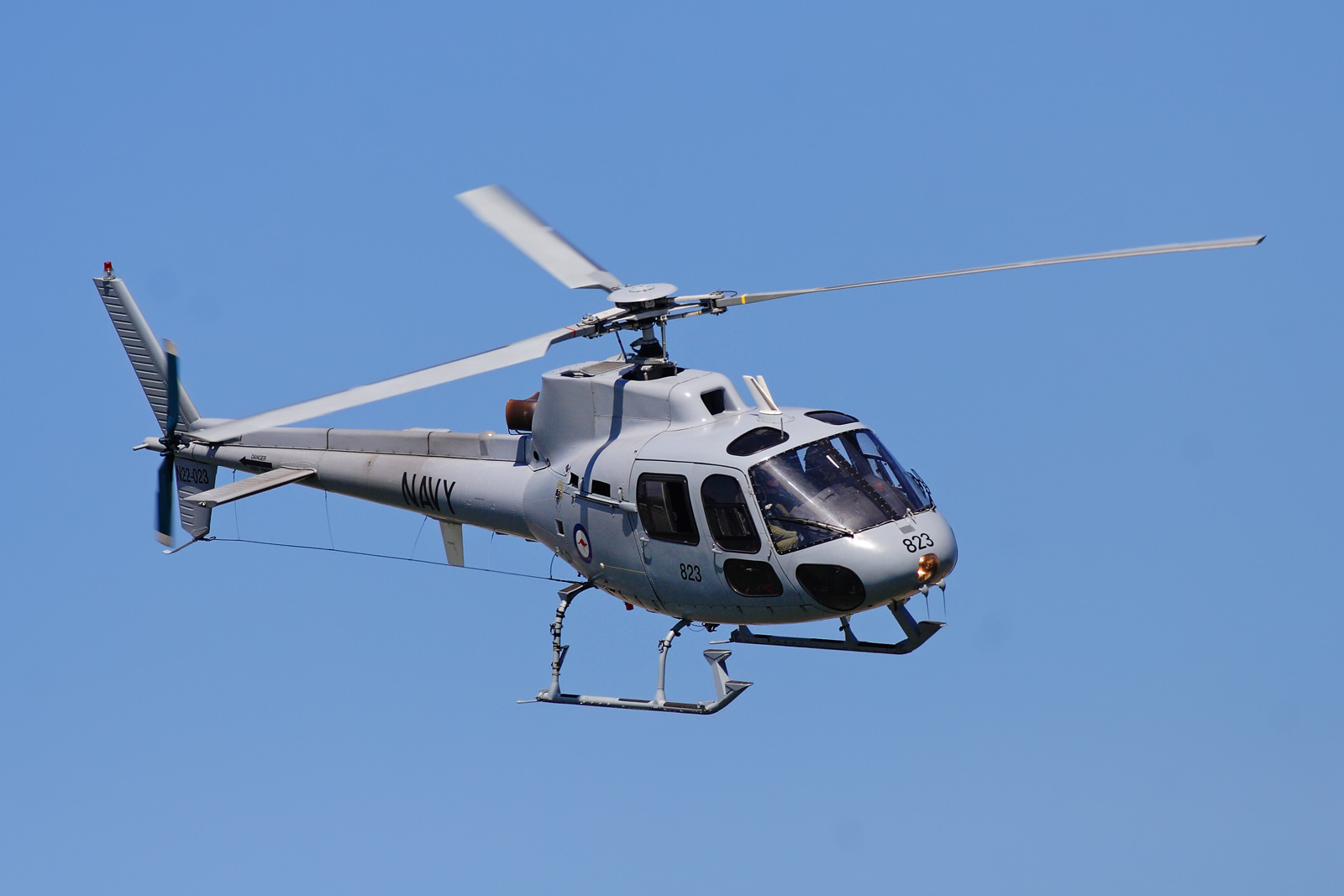
Eurocopter AS350
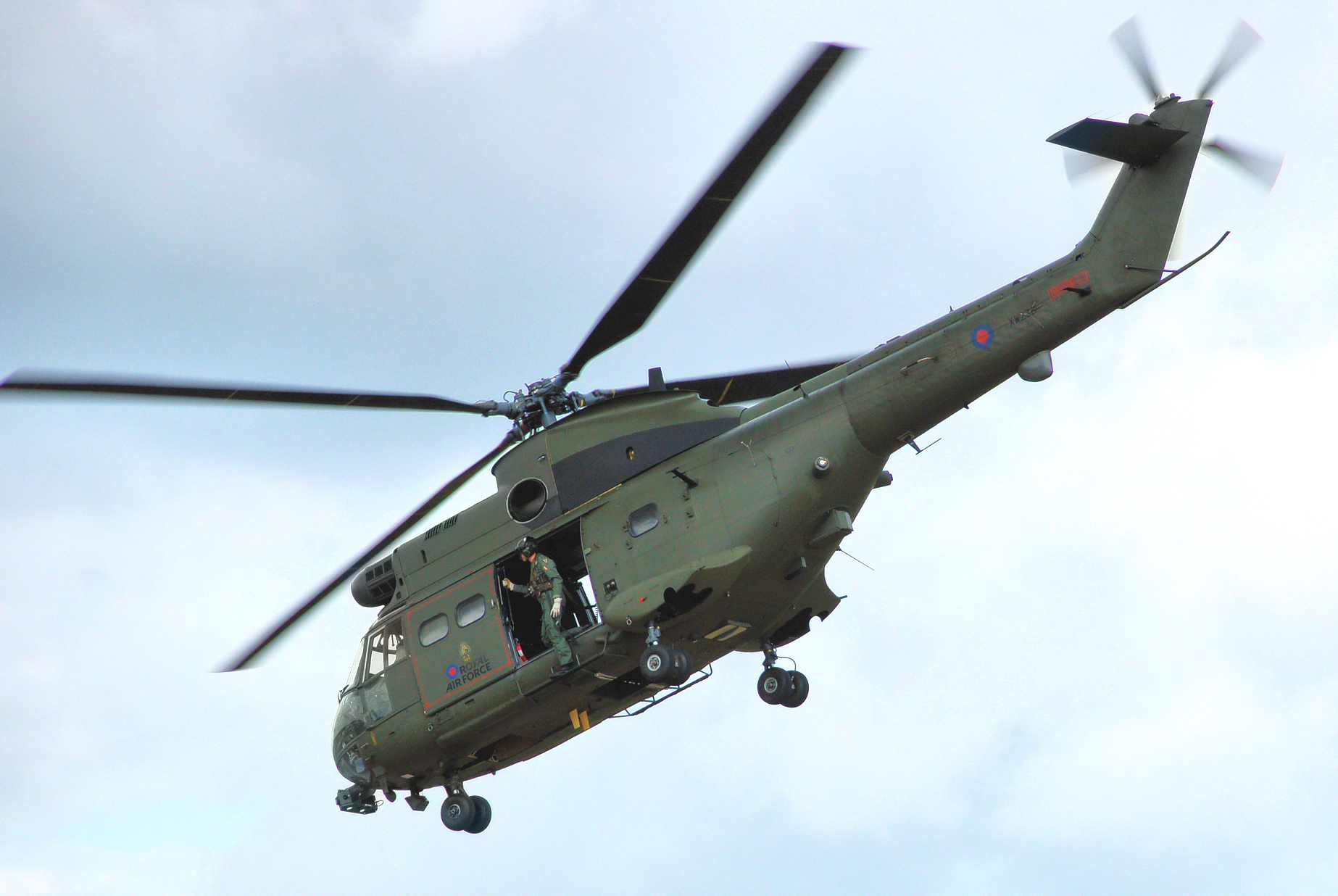
Aérospatiale SA 330 Puma
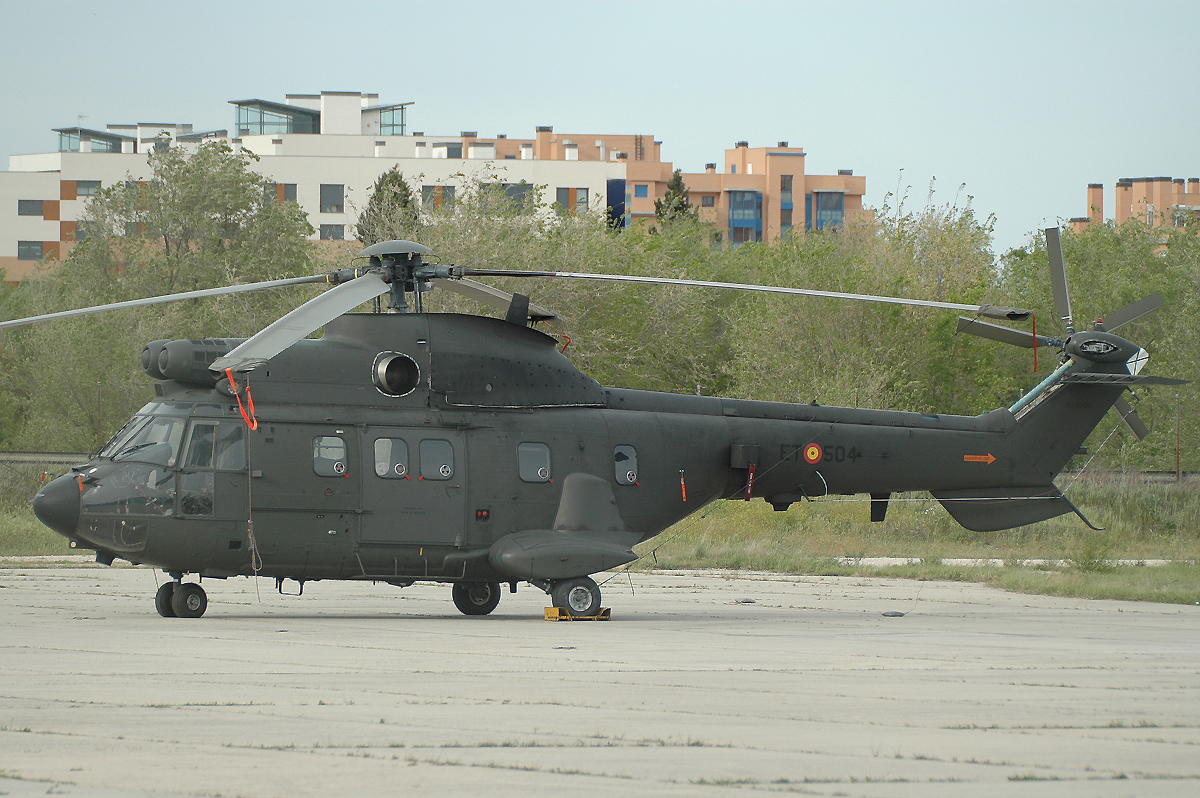
Eurocopter AS332 Super Puma